# يسوع في السيناتولوجيا
وصف مؤسس ديانة السينتولوجيا أل. رون هوبارد السينتولوجيا بأنها «أستمرارية للأنجلزة الغربية للعديد من أشكال الحكمة السابقة»، ويستشهد بتعاليم يسوع المسيح بين المعتقدات لتلك «الأشكال السابقة من الحكمة». تعرف شخصية يسوع المسيح في ديانة السيانتولوجيا كجزء من «التراث الديني» لهذه الديانة،  و «يُنظر إليه على أنه واحد فقط من العديد من المعلمين الجيدين.»  أي ليس كما يُنظر ليسوع المسيح في المسيحية علي انه الله الظاهر في الجسد
و بالتالي يناقض مع مفهوم الخلاص المسيحي «لتكفير يسوع عن خطايا البشرية» من خلال موته على الصليب، ينص هوبارد في كتابه دليل الوزراء المتطوعين على أن «الإنسان جيد بشكل جوهري، لكنه لم يستطع بلوغ هذا التعبير حتى الآن (أي انه لا يقدر ان يحقق هذا حتي الآن).فلا يوجد أحد يموت بسبب خطاياه - لترتيب الأمور من ناحية أخري لإبقاء الأنسان مقيداً.» 

## النظرة للحالة الروحية ليسوع
في ديانة السيانتولوجيا، تم تصنيف يسوع المسيح على أنه أقل من مستوى تشغيل ثيتان،  بحيث وصفه أل. رون هوبارد بأنه "ظل فوق" حالة " الصفاء "،   علي غرار رؤية السيانتولوجين لبوذا. وفقًا لما قاله أر. فيليب روبرتس في كتاب الدفاعيات عن الكتاب المقدس ، "تشير المواد العليا في السيانتولوجيا إلى مفهوم من هو يسوع المسيح باعتباره الله على أنه خيال يجب التخلص منه عن طريق" التدقيق ". 

## يسوع وعقيدة التناسخ
بحسب ديانة السيانتولوجيا، وكما كتب والتر مارتن في كتابه مملكة العبادات ، هناك احتمال أن يسوع آمن بعقدة التناسخ: «هناك الكثير من التضاربات من جانب المؤرخين الدينيين فيما يتعلق بالتعليم المبكر الخاص بيسوع المسيح. حيث يعتقد ان العديد من المستندات تخبر بأن يسوع كان عضواً في طائفة اليهود الأسينيون، التي كانت تؤمن بالتناسخ». كما ربط هوبارد تعاليم الهندوس مع تعاليم يسوع.المسيح يذكر والتر مارتن أيضًا أن الرسول بطرس نفى منذ زمن بعيد الأساطير والأكاذيب التي نسبت إلى المسيح. «لأَنَّنَا لَمْ نَتْبَعْ خُرَافَاتٍ مُصَنَّعَةً، إِذْ عَرَّفْنَاكُمْ بِقُوَّةِ رَبِّنَا يَسُوعَ الْمَسِيحِ وَمَجِيئِهِ، بَلْ قَدْ كُنَّا مُعَايِنِينَ عَظَمَتَهُ.» (رسالة بطرس الثانية 16:1)

## يسوع الغارس
في كتاب يسوع الكرام : أجوبة سرمدية للأسئلة زمنية ، ذكر المؤلفان مارك دريسكول وجيري بريشيرز أن «بحسب رؤية ديانة السيانتولوجيا، فإن يسوع المسيح هو» غارس «فُرض بقوة على الثيتان قبل حوالي مليون عام». في كتاب قطعة من السماء الزرقاء ، ذكر جون أتاك أن «في قضية خصوصية، رفض هوبارد التعليم المسيحي باعتباره» غرسًا «......... في المواد السرية، هاجم هوبارد المسيحية باعتبارها» غرسًا«، وقال إن المسيح كان خيالًا (أي لم يكن له وجود في الواقع)».
نقل عن هوبارد قوله إن الديانة المسيحية تطورت من " الزارع ار6 "حيث أن " الرجل الذي صُلب على الصليب لم يكن بموجود في الأساس. لم يكن هناك وجود
للـيسوع ! والكنيسة الكاثوليكية الرومانية من خلال مشاهدة تحصيلات الناس التقطت بعض الأجزاء صغيرة من مما حدث في أر 6 (أي ان الديانة المسيحية ديانة مُختلقة من إلهه الفضائي زينو بحسب ما يقول)." 